# Ioannis Simosis
Ioannis Simosis (auch Giannis Simosis, griechisch Γιάννης Σίμωσης; * 13. März 1991 auf Évia) ist ein griechisch-australischer Fußballspieler. Der Mittelstürmer spielte bis November 2013 für den SV Wacker Burghausen in der deutschen Dritten Liga und ist seitdem vereinslos.

## Karriere
Ab 2009 wurde Simosis in der Profimannschaft von Panionios Athen eingesetzt. Zur Saison 2010/11 wechselte er in die Football League zu Panthrakikos. Dort kam er jedoch nur selten zum Einsatz und erzielte nur zwei Tore. Nach zwei Jahren ging Simosis zurück in die Super League zu AO Kerkyra. Auch dort konnte er sich nicht durchsetzen. Nach Kerkyras Abstieg 2013 ging Simosis in die deutsche Dritte Liga zu Wacker Burghausen und unterschrieb einen Einjahresvertrag. Nach nur fünf Einsätzen ohne Torerfolg wurde sein Vertrag im November 2013 aufgelöst.